# Великі Чирки (Оршанський район)
Великі Чи́рки (рос. Большие Чирки, марій. Кугу Чирки) — присілок у складі Оршанського району Марій Ел, Росія. Входить до складу Шулкинського сільського поселення.

## Населення
Населення — 61 особа (2010; 67 у 2002).
Національний склад (станом на 2002 рік):
- марі — 81 %